# Saki Minemura
Saki Minemura (峯村 沙紀, Minemura Saki) est une joueuse de volley-ball japonaise née le 18 avril 1990 à Nagano. Elle mesure 1,78 m et joue au poste de réceptionneuse-attaquante. 

## Clubs
| Club                    | De        | À         |
| ----------------------- | --------- | --------- |
| Kyushubunka High School | 2006-2007 | 2008-2009 |
| Toray Arrows            | 2009-2010 | 2017-2018 |
| NEC Red Rockets         | 2018-2019 | …         |

## Palmarès

### Équipe nationale
- Championnat d'Asie et d'Océanie des moins de 20 ans
  - Vainqueur : 2008.

### Clubs
- V Première Ligue
  - Vainqueur : 2010, 2012.
  - Finaliste : 2011, 2013.
- Tournoi de Kurowashiki
  - Vainqueur : 2010.
  - Finaliste : 2012.
- Coupe de l'impératrice
  - Vainqueur : 2011.
  - Finaliste : 2010, 2012.
- Championnat AVC des clubs
  - Finaliste : 2012.